# 가와구치 요시카쓰
가와구치 요시카쓰(일본어: 川口 能活, 1975년 8월 15일 ~ )는 일본의 전 축구 선수이며, 포지션은 골키퍼이다. 그는 2001년 AFC 6월의 선수에 선정되었으며, 2001년 FIFA 컨페더레이션스컵과 2004년 AFC 아시안컵 대표 선수로 선발되었다.

## 클럽 경력
가와구치는 시미즈 상업고등학교 졸업 이후 1994년 요코하마 마리노스에서 J리그에 데뷔하였고, 주요 국가대항전에서 국가대표로 선발되어 좋은 활약을 보이며 여러 국가의 클럽의 관심을 집중시켰다. 이러한 활약으로 2001년 클럽 기록인 180만 파운드에 잉글랜드 풋볼 리그 챔피언십의 포츠머스로 이적하였으나 리그에 적응하지 못하며 주전 경쟁에서 밀리게 되었고, 팀이 2002-03 시즌에 1위를 차지하여 승격하게 되자 팀에서 방출당하였다. 결국 2003년 덴마크 슈퍼리가의 노르셸란으로 이적하였고, 2005년 J리그의 주빌로 이와타로 이적하여 일본 무대에 복귀하였다.

## 국가대표팀 경력
가와구치는 1996년 하계 올림픽에서 일본 올림픽 대표팀으로 활약하였으며, 1997년 브라질과의 경기로 국가대표팀에 데뷔하여 무실점 선방을 이끌었다. 이후 1998년 FIFA 월드컵과 2001년 FIFA 컨페더레이션스컵에서 좋은 활약을 보여주었으나, 2002년 FIFA 월드컵에서는 나라자키 세이고에 밀려 경기에 출전하지 못하였다. 하지만 2004년 AFC 아시안컵부터 다시 주전 자리를 차지하였고, 그 대회를 포함하여 2006년 FIFA 월드컵, 2007년 AFC 아시안컵 등에서 놀라운 페널티킥 선방을 보였다. 그는 2008년까지 국제 A매치 통산 116경기에 출전했다.
그는 2009년 교토 상가 FC와의 경기에서 다리 부상을 당하여 2010년 FIFA 월드컵에 출전하지 못할 것으로 예상되었으나, 오카다 다케시 감독에 의해 팀의 제3번째 골키퍼로 참가하게 되었다.

## 통계
| 일본 | 일본 | 일본 |
| 연도 | 출전 | 득점 |
| ---- | ---- | ---- |
| 1997 | 21   | 0    |
| 1998 | 9    | 0    |
| 1999 | 3    | 0    |
| 2000 | 8    | 0    |
| 2001 | 9    | 0    |
| 2002 | 2    | 0    |
| 2003 | 2    | 0    |
| 2004 | 11   | 0    |
| 2005 | 14   | 0    |
| 2006 | 19   | 0    |
| 2007 | 12   | 0    |
| 2008 | 6    | 0    |
| 통산 | 116  | 0    |

## 수상 내역

### 개인
- 1995년 J리그 올해의 신인상
- 2001년 AFC 6월의 선수
- 2001년 FIFA 컨페더레이션스컵 베스트 11
- 2004년 AFC 아시안컵 베스트 11
- 2006년 J리그 베스트 11
- 2008년 J리그 페어플레이상

### 클럽
- 요코하마 마리노스
  - J리그 우승 1회 : 1995년

### 국가대표팀
- 2000년 AFC 아시안컵 우승
- 2001년 FIFA 컨페더레이션스컵 준우승
- 2004년 AFC 아시안컵 우승
- 2007년 AFC 아시안컵 4위

## 같이 보기
- A매치 100경기 이상 출전한 축구 선수 명단